# Георгій Пирванов
Гео́ргій Седефчов Пирва́нов (болг. Георги Седефчов Първанов; нар. 28 червня 1957 року, Сириштник, Перницька область, Болгарія) — болгарський політик, третій президент Болгарії у 2002—2012 роках.

## Біографія
1981 року — закінчив історичний факультет університету Святого Климента Охридського в Софії.
З 1981 року — член Болгарської комуністичної (пізніше соціалістичної) партії (БСП).
З 1981 року — науковий співробітник Інституту історії компартії Болгарії.
В 1988 році захистив докторську дисертацію з історії.
З 1989 року — старший науковий співробітник Інституту історії компартії Болгарії.
Згідно з розсекреченими даними, був співробітником Комітету державної безпеки Болгарії під псевдонімом Гоце.
В 1994 році обраний депутатом Народних зборів Болгарії, увійшов до комісії з питань радіомовлення і телебачення. У цьому ж році став заступником голови вищої ради БСП.
З 1996 року — голова БСП.
В 1997 році повторно обирався до парламенту, очолив фракцію «Демократичних лівих сил» і парламентську фракцію «Коаліція за Болгарію».
У листопаді 2001 року обраний президентом.
В 2006 році повторно обраний президентом, перемігши на виборах націоналіста Волена Сидерова.

## Нагороди
- Кавалер Великого хреста на ланцюгу ордена «За заслуги перед Італійською Республікою» (2005)
- Ланцюг ордена «За цивільні заслуги» (Іспанія)
- Орден Слона (2006, Данія)
- Великий хрест ордена Святого Олафа (Норвегія)
- Орден Серафимів (Швеція)
- Ланцюг ордена Незалежності (Катар)
- Орден Заслуг (Ліван)
- Орден Трьох зірок (Латвія)
- Орден Святого царя Бориса Хрестителя (Болгарська Православна Церква)